# The Italian Banker
The Italian Banker è un film del 2021 diretto da Alessandro Rossetto, prodotto da Jolefilm, Partner Media Investment e Kublai Film.

## Trama
The Italian Banker è l’adattamento cinematografico di Una banca popolare, spettacolo teatrale portato in scena dallo stesso Rossetto nel 2020 e scritto da Romolo Bugaro, che ha collaborato anche alla stesura della sceneggiatura del film. La pièce riflette sulla crisi del sistema bancario veneto e la versione cinematografica mantiene il medesimo cast.
Il film si sviluppa in due atti e si svolge interamente in una grande villa in collina dove si sta svolgendo una festa. Tra gli invitati, tutti in abito elegante, ci sono ricchi imprenditori, molti dei quali hanno perso milioni a causa del crollo della Banca Popolare del Nordest. Dapprima, fra una coppa di champagne e un giro di ballo, le tensioni personali si intrecciano alla frustrazione collettiva in un crescendo di tensione. In seguito l’arrivo dell’ex direttore della banca fa piombare l’intera sala nel silenzio, rotto dal racconto della sua versione dei fatti. Un j’accuse con cui ribalta, a suo modo, le responsabilità.

## Distribuzione
Il film è stato presentato al Bari International Film Festival 2021 e distribuito nelle sale cinematografiche italiane a partire dal 7 ottobre 2021.